# شيخ كمال
شيخ كمال (بالأردوية: شیخ کمال؛ بالإنجليزية: Sheikh Kamal) هو سياسي بنغلاديشي وباكستاني، ولد في 5 أغسطس 1949، وتوفي في 15 أغسطس 1975. نشط حزبياً في رابطة عوامي.